# Фінал кубка СРСР з футболу 1989
48-й фінал кубка СРСР з футболу відбувся на Центральному стадіоні в Москві 25 червня 1989 року. У грі брали участь дніпропетровський «Дніпро» і московське «Торпедо».

## Претенденти
- «Торпедо» (Москва) — триразовий чемпіон СРСР (1960, 1965, 1976о), шестиразовий володар кубка СРСР (1949, 1952, 1960, 1968, 1972, 1986).
- «Дніпро» (Дніпропетровськ) — дворазовий чемпіон СРСР (1983, 1988).

## Шлях до фіналу
| «Дніпро» (Дніпропетровськ) | «Дніпро» (Дніпропетровськ) | Етап    | «Торпедо» (Москва)  | «Торпедо» (Москва) |
| -------------------------- | -------------------------- | ------- | ------------------- | ------------------ |
|                            |                            |         |                     |                    |
| Суперник                   | Рахунок                    | Плей-оф | Суперник            | Рахунок            |
| «Шинник»                   | 5-0 (д) 2-0 (г)            | 1/16    | «Кузбас» (Кемерово) | 2-0 (д) 1-1 (г)    |
| «Зеніт»                    | 1-0 (г) 1-1 (д)            | 1/8     | «Металіст»          | 1-1 (г) 2-1 (д)    |
| «Динамо» Мн                | 1-0 (д)                    | 1/4     | «Шахтар»            | 4-3 (д)            |
| «Динамо» Тб                | 2-1 (г)                    | 1/2     | «Динамо» К          | 2-0 (д)            |

## Деталі матчу
| 25 червня 1989 18:00 |

| «Дніпро»      | 1 – 0    | «Торпедо» |
| ------------- | -------- | --------- |
| Антон Шох 34' | Протокол |           |

| Центральний стадіон (Москва) Глядачів: 30 000 Арбітр: Вадим Жук (Мінськ) |

| «Дніпро» | «Торпедо» |

|                    |                    |     |     |
|                    |                    |     |     |
| ВР                 | Сергій Краковський |     |     |
| ЗХ                 | Андрій Юдін        | 88' |     |
| ЗХ                 | Іван Вишневський   |     |     |
| ЗХ                 | Вадим Тищенко      |     |     |
| ЗХ                 | Микола Кудрицький  | 67' |     |
| ПЗ                 | Андрій Сидельников | 53' | 83' |
| ПЗ                 | Володимир Багмут   |     |     |
| ПЗ                 | Олексій Чередник   |     |     |
| ПЗ                 | Антон Шох          |     |     |
| НП                 | Едуард Сон         |     |     |
| НП                 | Євген Шахов        |     |     |
| Запасні:           |                    |     |     |
| ПЗ                 | Євген Яровенко     | 67' |     |
| НП                 | Володимир Лютий    | 83' |     |
| ЗХ                 | Олександр Червоний | 88' |     |
| Тренер:            |                    |     |     |
| Євген Кучеревський |                    |     |     |

|                 |                   |     |
|                 |                   |     |
| ВР              | Валерій Саричев   |     |
| ЗХ              | Сергій Макєєв     |     |
| ЗХ              | Валентин Ковач    |     |
| ЗХ              | Вадим Роговський  |     |
| ЗХ              | Геннадій Гришин   | 72' |
| ПЗ              | Сергій Жуков      | 75' |
| ПЗ              | Юрій Савичев      |     |
| ПЗ              | Андрій Рудаков    |     |
| ПЗ              | Микола Савичев    |     |
| НП              | Олег Ширинбеков   | 67' |
| НП              | Сергій Агашков    |     |
| Запасні:        |                   |     |
| ПЗ              | Володимир Гречнев | 67' |
| НП              | Олександр Гіцелов | 72' |
| ПЗ              | Ренат Атаулін     | 75' |
| Тренер:         |                   |     |
| Валентин Іванов |                   |     |